# Luciana Aymarová

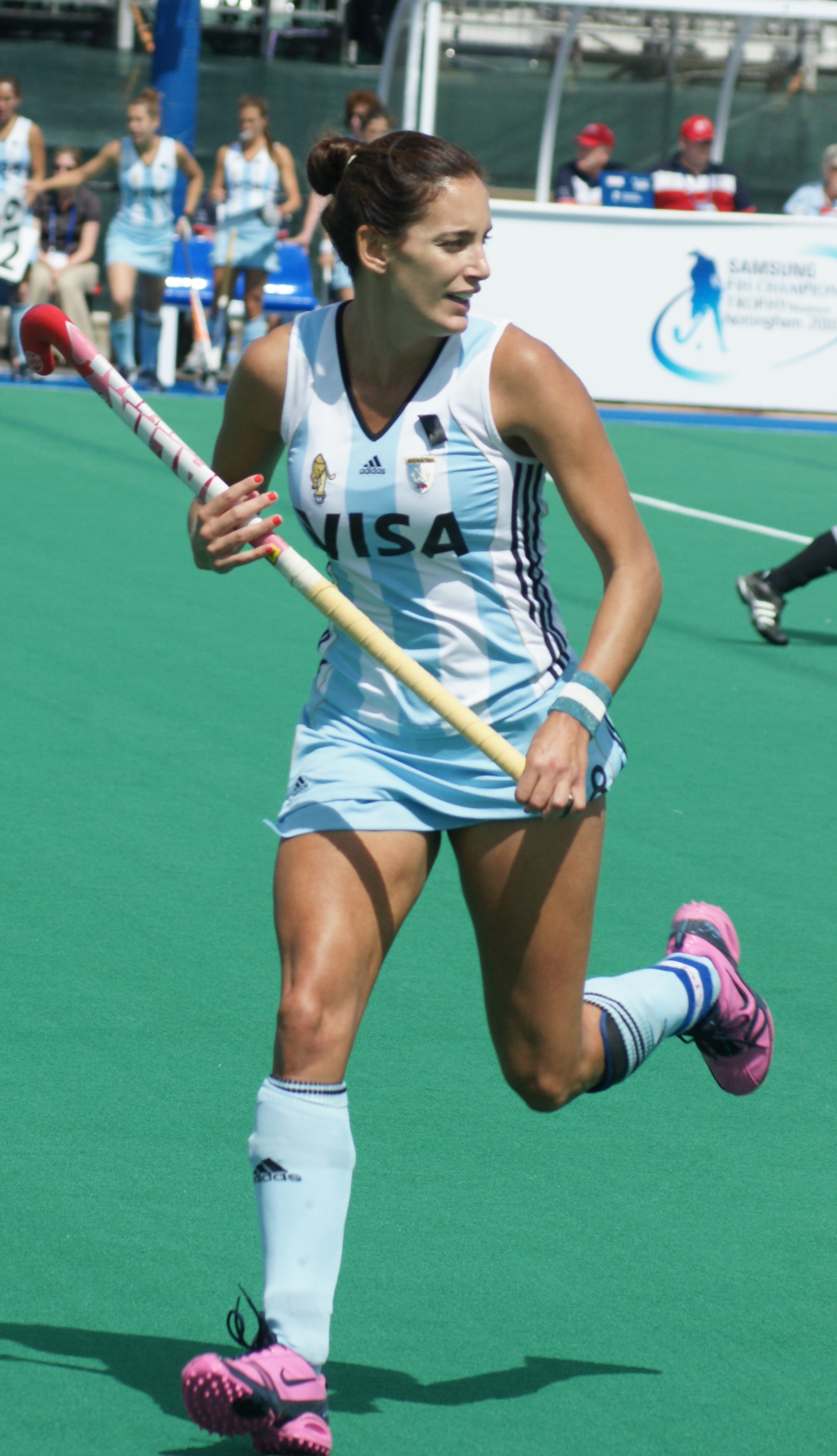
Luciana Aymarová

Luciana Aymarová (* 10. srpna 1977, Rosario) je argentinská hráčka pozemního hokeje. Je dvojnásobnou mistryní světa, trojnásobnou vítězkou Panamerických her, mistryní Španělska s klubem Real Club de Polo de Barcelona a dvojnásobnou mistryní Argentiny s klubem Club de Gimnasia y Esgrima Buenos Aires. Osmkrát byla zvolena nejlepší pozemkářkou světa (2001, 2004, 2005, 2007, 2008, 2009, 2010, 2013) a v roce 2010 vyhrála anketu o argentinského sportovce roku, když porazila i Lionela Messiho.